# Renneská církevní provincie

Renneská církevní provincie na mapě Francie

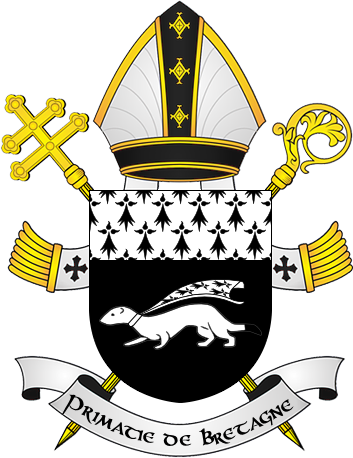
Znak zaniklého primátu Bretaňského

Renneská církevní provincie (lat. Provincia Rhedonensis, franc. Province ecclésiastique de Rennes) je římskokatolickou církevní provincií, ležící v regionech Bretaň a Pays de la Loire ve Francii. V čele provincie stojí arcibiskup–metropolita z Rennes. Provincie vznikla 13. února 1880, kdy byla povýšena renneská diecéze na arcidiecézi. Současným metropolitou je arcibiskup Pierre d'Ornellas.

## Historie
Provincie vznikla spolu s povýšením renneské diecéze na metropolitní arcidiecézi 13. února 1880. V současné době má provincie osm sufragánních diecézí.

## Členění
Území provincie se člení na devět diecézí:
- arcidiecéze renneská, založena ve 3. století, na metropolitní arcidiecézi povýšena 13. února 1880
  - diecéze angerská, založena v roce 372
  - diecéze lavalská, založena 30. června 1855
  - diecéze lemanská, založena v 5. století
  - diecéze luçonská, založena 16. srpna 1317
  - diecéze nanteská, založena ve 4. století
  - diecéze quimpersko-léonská, založena v 5. století
  - diecéze saintbrieucká, založena v 5. století
  - diecéze vanneská, založena v 5. století